# Col·legi Joan Bruguera
El Col·legi Joan Bruguera és una obra de Girona inclosa a l'Inventari del Patrimoni Arquitectònic de Catalunya.

## Descripció

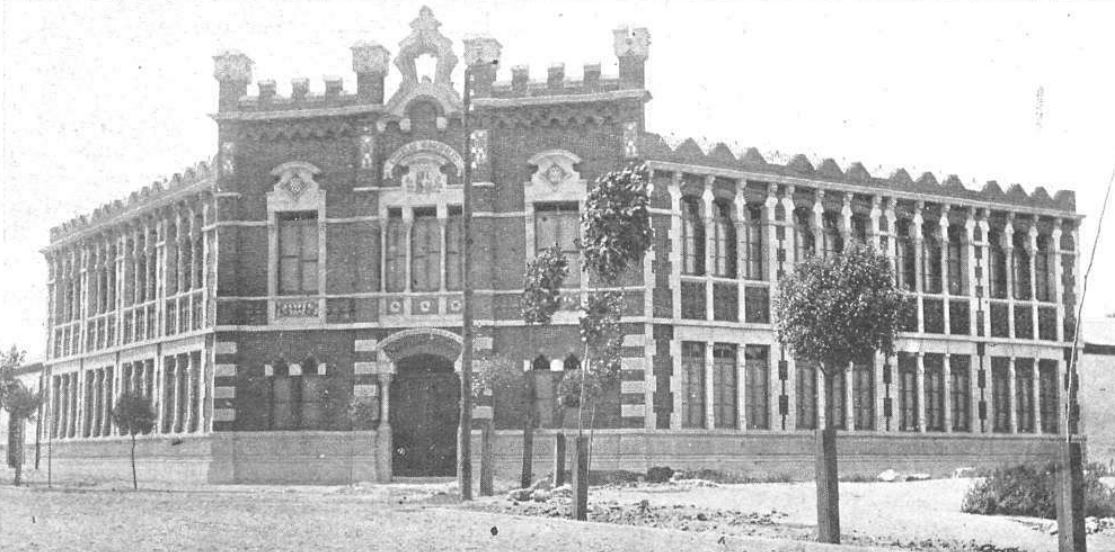
L'edifici el 1911

És un edifici construït bàsicament amb maons; la pedra només s'utilitza a la base i a determinades zones de l'edifici, com les finestres, fet que contribueix a crear un particular contrast cromàtic. Disposa de dos cossos laterals que s'obren en angle recte, i un de central. Els primers són ocupats per les aules, mentre que el segon serveix per habilitar-hi l'administració del centre. La façana principal té la propietat d'emfasitzar la cantonada en què es troba, a més de permetre una funcional delimitació d'espais en el propi edifici. La construcció d'un segon pis fa pocs anys distorsiona considerablement el conjunt en eliminar el coronament primitiu.
L'arquitectura se situa dins el moviment modernista tant per la varietat en els materials emprats com per l'adopció conscient d'un repertori eclèctic en els arcs, columnes, etc.